# Ромейко-Гурко, Иосиф Александрович
Ио́сиф Алекса́ндрович Роме́йко-Гу́рко (1859—1920) — член Совета Главного управления по делам печати в 1900—1909 гг., гофмейстер; тайный советник .

## Биография
Происходил и старинного дворянского рода Смоленской губернии.
По окончании Императорского училища правоведения в 1880 году, 16 мая поступил на службу по ведомству Министерства юстиции.
В 1883 году участвовал в коронации Александра III в качестве секретаря верховного обер-церемониймейстера графа Палена. В 1889 году был пожалован в придворное звание камер-юнкера.
Был пожалован придворным званием «в должности церемониймейстера» (1896); затем: церемониймейстер (1899), действительный статский советник (17.04.1905), гофмейстер (1912).
В 1886 году перешел на службу в Императорскую Главную квартиру по канцелярии прошений на Высочайшее имя приносимых. В 1892 году перешел на службу помощником статс-секретаря Государственного совета. В 1896 году участвовал в коронации Николая II, когда и был назначен церемониймейстером.
В 1900—1909 годах был членом Совета Главного управления по делам печати, сверх штата. В 1912 году был назначен членом от Государственного контроля в Совет Крестьянского поземельного банка, каковую должность занимал до 1917 года. Кроме того, состоял герольдом, а затем секретарем ордена св. Екатерины. С 1907 года председательствовал в Совете съезда майоратных владельцев Царства Польского.
Умер в 1920 году.

## Награды
- Орден Святого Станислава 2-й ст. (1887);
- Орден Святой Анны 2-й ст. (1892);
- Орден Святого Владимира 3-й ст. (1900);
- Орден Святого Станислава 1-й ст. (1909).
- медаль «В память коронации императора Александра III»
- медаль «В память царствования императора Александра III»
- медаль «В память коронации императора Николая II»
- медаль «В память 300-летия царствования дома Романовых»

Иностранные:
- папский орден Пия IX (1883);
- румынский орден Короны, кавалерский крест (1884);
- итальянский орден Короны, большой офицерский крест (1903).

## Семья
Был женат на дочери В. А. Слепцова, Валентине Васильевне. У них дочери: Елена (1887—1896) и Елизавета (1896—?).